# Andreas Urschlechter

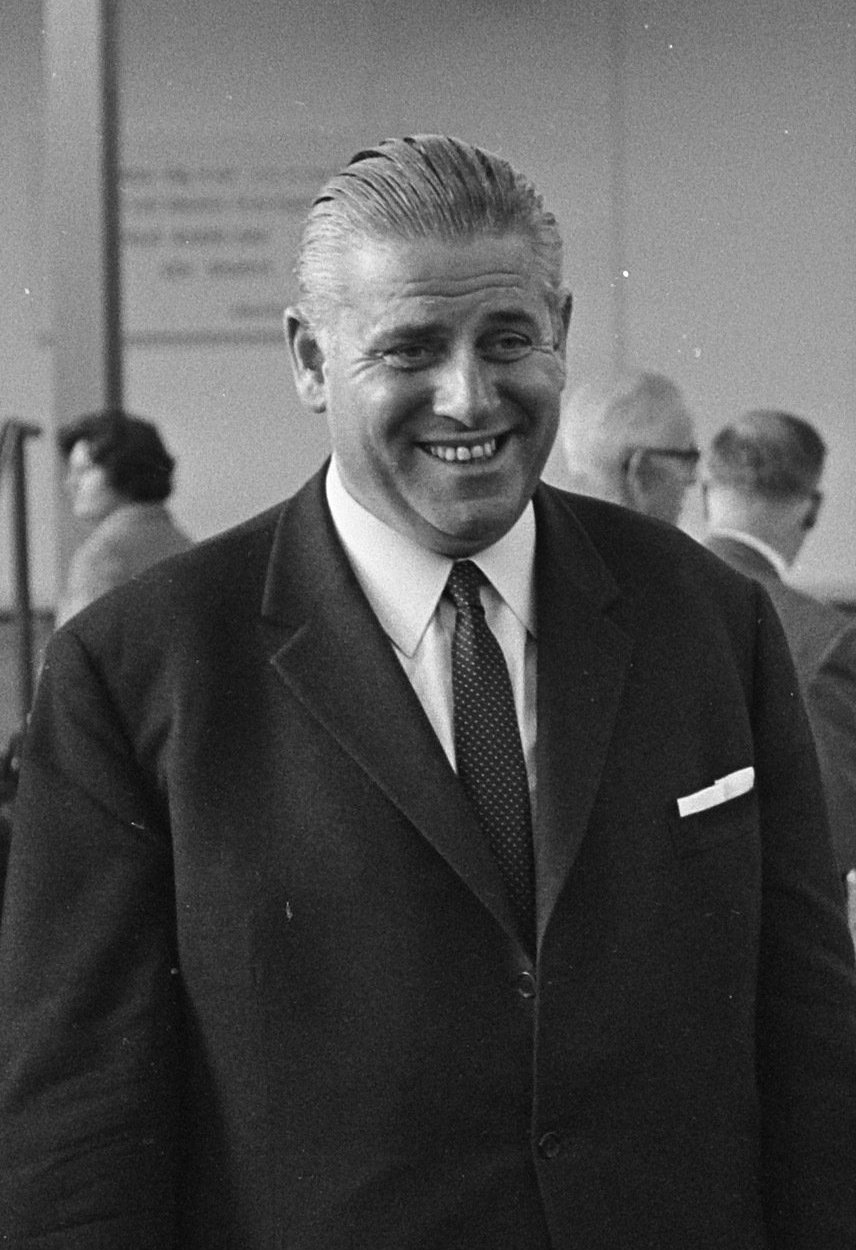
Andreas Urschlechter, 1967

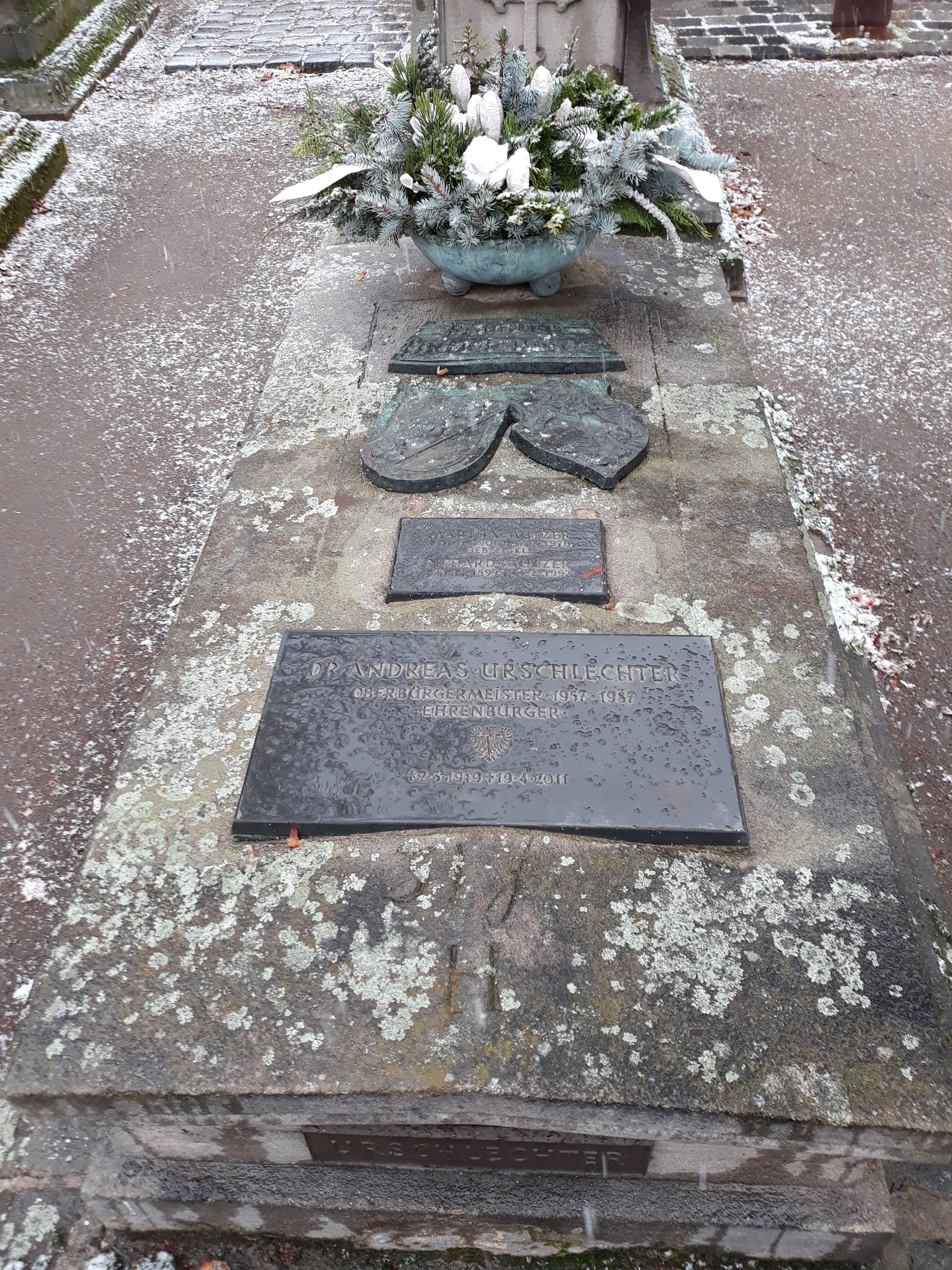
Das Grab von Andreas Urschlechter auf dem Johannisfriedhof Nürnberg.

Andreas Urschlechter (* 2. März 1919 in Nürnberg; † 19. April 2011 ebenda) war ein deutscher Jurist und Politiker (SPD, später parteilos). Er war von 1957 bis 1987 Oberbürgermeister von Nürnberg.

## Leben und Beruf
Nach dem Abitur am Melanchthon-Gymnasium Nürnberg nahm Urschlechter ein Studium der Rechts- und Staatswissenschaften sowie der Volks- und Betriebswirtschaft an der Universität Erlangen auf, das er mit beiden juristischen Staatsexamina sowie mit der Promotion zum Dr. jur. beendete. Er trat am 1. Januar 1944 in die NSDAP ein (Mitgliedsnummer 9.670.835), war 1944/45 Teilnehmer des Zweiten Weltkrieges, arbeitete nach dem Kriegsende zunächst als Rechtsanwalt und wurde 1946 stellvertretender Leiter des Wiederaufbaureferates der Stadt Nürnberg. Später erhielt er seine Ernennungen zum Rechtsrat bzw. Oberrechtsrat. Urschlechter war zunächst Mitglied der SPD, aus der er im Juli 1982 – während seiner letzten Amtszeit als Oberbürgermeister, welche 1981 begonnen hatte – austrat.

## Abgeordneter
Urschlechter war seit 1955 berufsmäßiges Ratsmitglied der Stadt Nürnberg, gehörte von 1958 bis 1982 dem Bezirkstag Mittelfranken an, war von 1959 bis 1962 dessen Präsident und amtierte von 1962 bis 1978 als Vizepräsident. Außerdem war er von 1968 bis 1985 Mitglied des Bayerischen Senates.

## Öffentliche Ämter
Urschlechter amtierte von 1957 bis 1987 als Oberbürgermeister der Stadt Nürnberg und war von 1972 bis 1975 Vorsitzender des Bayerischen Städteverbandes. 1957 war er das jüngste Stadtoberhaupt Deutschlands, gegen Ende seiner Amtszeit war er dienstältester Oberbürgermeister einer deutschen Großstadt. In seine Amtszeit fallen unter anderem der Beschluss zum Bau der U-Bahn Nürnberg – damals verbunden mit einem Beschluss zur Stilllegung der Straßenbahn, welche jedoch letztlich nicht erfolgte. Auch wurde nach Stilllegung des Ludwig-Donau-Main-Kanals Nürnberg in seiner Amtszeit erneut Hafenstadt, diesmal am Main-Donau-Kanal, als dessen Befürworter Urschlechter galt (Siehe  unten). Die Gebietsreform in Bayern während seiner Amtszeit vergrößerte Nürnberg um über viereinhalb tausend Hektar, wobei die Bevölkerung dadurch erstmals die Halbmillionenmarke überschritt. Zwischenzeitlich sank die Einwohnerzahl jedoch wieder, sodass am Ende seiner Amtszeit wieder weniger als eine halbe Millionen Menschen in Nürnberg lebten. Generell war – ignoriert man die Zugewinne durch Eingemeindung – der Trend bei der Einwohnerzahl Nürnbergs über seine Amtszeit hinweg rückläufig, was mit der allgemeinen Suburbanisierung jener Zeit zusammen hängt. Auch bei der S-Bahn Nürnberg galt Urschlechter als Förderer und Treiber der Entwicklung, letztlich wurde sie aber erst gegen Ende seiner Amtszeit eröffnet und hat bis heute im Verkehr innerhalb der Stadt nicht die Ausmaße erreicht, die noch in den 1970er Jahren angedacht waren.

## Trivia
Der Bremer Reeder Bernhard Dettmer benannte 1970 ein Binnenschiff nach Urschlechter. Die „Andreas Urschlechter“ war das 124. Schiff der Flotte der Dettmer Reederei; Dettmer begründete die Namensgebung damit, dass Urschlechter „für den Gedanken einer Rhein-Main-Donau-Verbindung von der Nordsee bis zum Schwarzen Meer“ eintrete. 1986 wurde das Tankschiff in Dettmer Tank 5 umbenannt.

## Ehrungen
- Ehrensenator der Friedrich-Alexander-Universität Erlangen-Nürnberg, 1967
- Ehrenbürgerschaft der Stadt Nürnberg, 1987
- Ehrenmitglied der Akademie der Bildenden Künste Nürnberg
- Großes Verdienstkreuz der Bundesrepublik Deutschland, 1974
- Großes Verdienstkreuz mit Stern der Bundesrepublik Deutschland
- Bayerischer Verdienstorden
- Bayerischer Bierorden

## Schriften
- Das Baurecht der Stadt Nürnberg: Eine rechtsgeschichtliche Betrachtung des Nürnberger Baurechts von den ersten Anfängen bis in die neueste Zeit. Buchdruckerei Junge und Sohn, Erlangen 1940 (Erlangen, Jur. Diss., 1940).